# ヌーヴォー・レアリスム

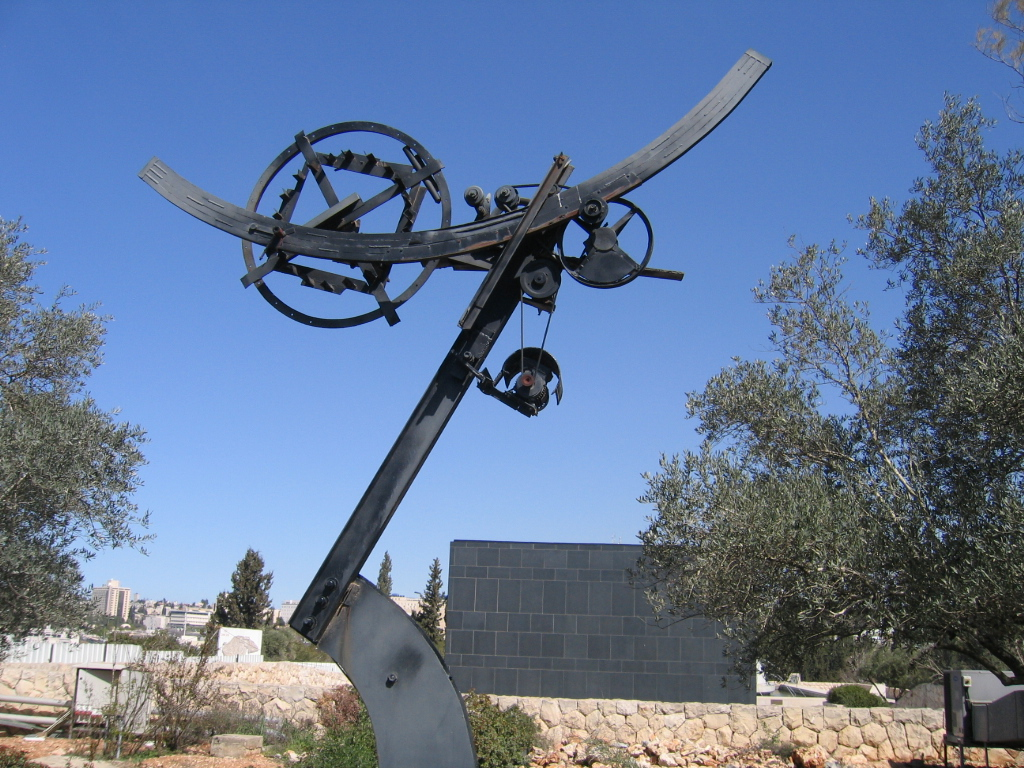
ジャン・ティンゲリー制作による廃物彫刻『Eos xk (3)』、エルサレムのイスラエル美術館

ヌーヴォー・レアリスム（Nouveau Réalisme）とは、1960年に美術評論家ピエール・レスタニ（Pierre Restany）と芸術家イヴ・クライン（Yves Klein）がフランスで結成した芸術家グループ、およびその芸術運動を指す。ピエール・レスタニは1950年代以来のアンフォルメルなどの絵画運動に満足を感じていなかったが、大量生産品や消費されたあとの廃棄物を用いて美術作品を作り第二次大戦後の工業化社会の新しいリアリティを模索する作家たちに共感し、彼らと共に「新しいリアリズム（ヌーヴォー・レアリスム）」という運動を立ち上げようとした。

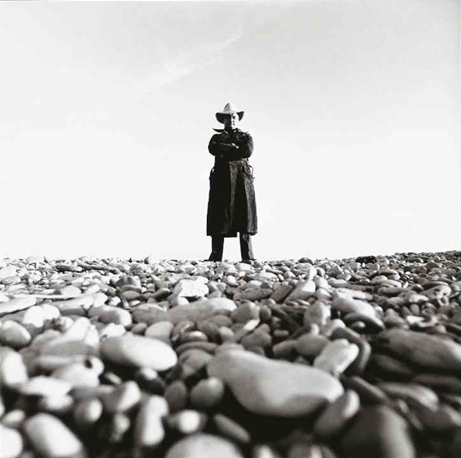
Arman Foto: Lothar Wolleh

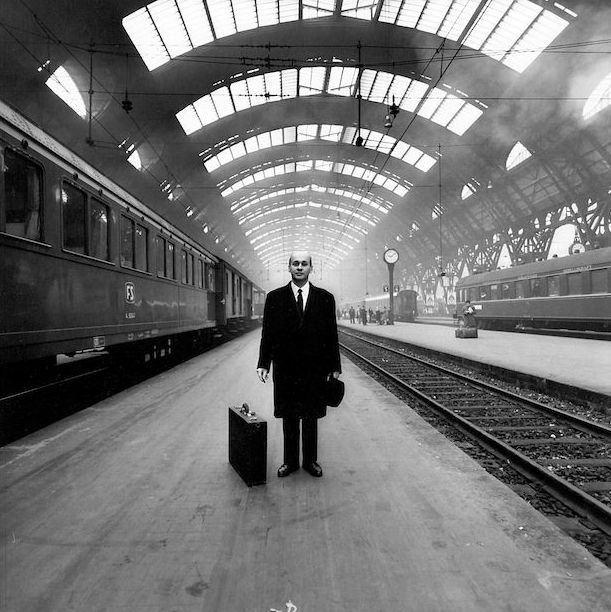
Villiglé Foto: Lothar Wolleh

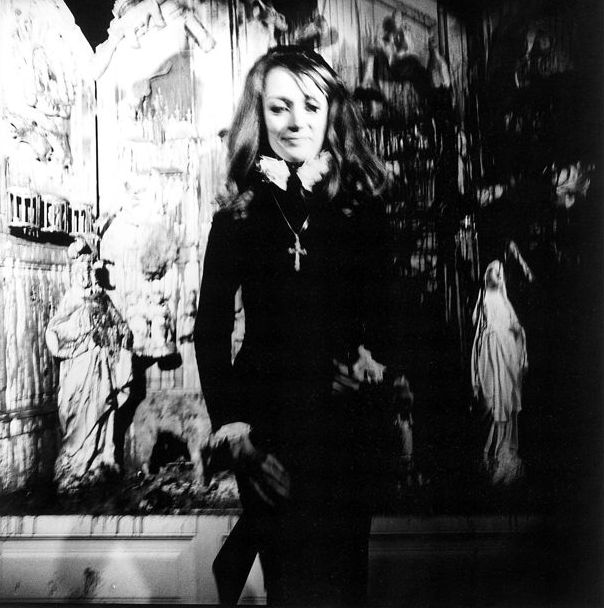
Niki de Saint Phalle Foto:Lothar Wolleh

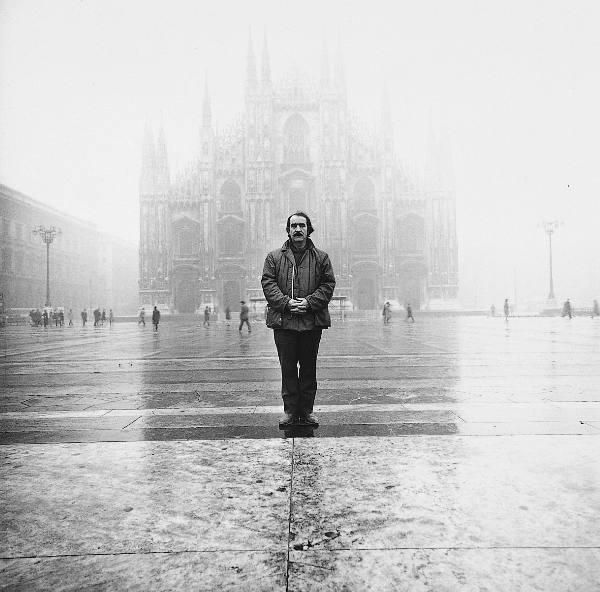
Jean Tinguely Foto Lothar Wolleh

## ヌーヴォー・レアリスムの宣言から解散まで
1960年4月、レスタニはミラノのアポリネール・ギャラリーにてこのグループのための宣言文（マニフェスト）を書き上げ、1960年10月27日に9人による共同宣言が行われた。これに参加した9人は、レイモン・アンス（Raymond Hains）、アルマン（Arman）、ジャック・ド＝ラ＝ヴィルグレ（Jacques de la Villeglé）、イヴ・クライン（Yves Klein）、ダニエル・スペーリ（Daniel Spoerri）、ジャン・ティンゲリー（Jean Tinguely）、フランソワ・デュフレンヌ（Francois Dufrêne）、マルシャル・レイス（Martial Raysse）の8人の作家、そしてピエール・レスタニだった。1961年、さらにセザール（César、セザール・バルダッチーニ）、ミンモ・ロテッラ（Mimmo Rotella）、ニキ・ド・サン・ファル（Niki de Saint Phalle）、ジェラール・デシャン（Gérard Deschamps）が加わった。1963年にはクリスト（Christo）も加わっている。
1960年11月、グループの最初の展覧会がパリの『アヴァンギャルドの祭典』（Festival d'avant-garde）を舞台に行われた。1961年5月、パリのギャラリーJで『ダダより40度高熱』展に出展、1962年、ニューヨークの『ニュー・リアリスツ』展に出展、1963年、サンマリノ・ビエンナーレにグループで出展したが、これが最後のグループ展となった。なお1970年には結成10年を記念してミラノで『凱旋』展を行っている。ヌーヴォー・レアリスム運動はイヴ・クラインの急死後、結束した活動を維持することが困難になり、短い活動期間を終え各作家は個別の活動に入っていった。

## ヌーヴォー・レアリスムの背景と手法
グループに属したメンバーらは、世界を、そこから部分を取り出して組み立てて作品にできるようなあるイメージだと見た。彼らは生活と芸術を近づけることを模索した。彼らは、自分達はそれぞれ異なっているが、にもかかわらず、またはそれゆえに寄り集まるのだとする「集合的な単独/特異（collective singularity）」という新しい認識に基づいて共に行動することを宣言した。
彼らはみな造形の手段が違っていた。イヴ・クラインはモノクローム絵画やパフォーマンス、アルマンは砕いた廃品を集積し（アッサンブラージュ）、セザールは廃車を圧縮し、ド＝ラ＝ヴィルグレは破れたポスターを拾い集めて組み合わせ、スペーリは机の上の食器や小物をそのままパネルに貼って壁に展示し、ティンゲリーは不器用に動く機械を廃物から自作した。しかし彼らは自分達の制作する作品に共通する基本があることを感じていた。つまり日常生活や廃品置き場からリアリティの等価物を直接盗用してくるという方法であった。ピエール・レスタニの言葉を引用すれば、廃品や日用品を使うことは「都会や産業社会や宣伝の中のリアリティを詩的にリサイクルする」ということであった。（60/90. Trente ans de Nouveau Réalisme, La Différence, 1990, p 76）

## 同時期のアメリカ美術との比較
ヌーヴォー・レアリスム運動は、作品制作にあたり大量生産された商品を批判的に使用するという方法論が似ていることから、アメリカにおけるポップアートとよく比較されているが、むしろジャンクアートやレディメイドなどの手法や理論の相似から、ネオダダと関連が強い。どちらも環境を埋め尽くしていた廃品を人間にとっての新たな自然と見て、そこにリアリティを見出そうとした「工業化社会の自然主義」といえる側面がある。